# Amfitrita
Amfitrita je grčka boginja mora, Posejdonova žena i Tritonova majka.  U Rimu je to Salacia.

## Mitologija
Amfitrita je zapravo Nereida, jer je kćer Nereja i Doride. Ipak, kao njeni očevi se ponekad pominju i Okean i Atlant. Posejdon je spazio Amfitritu u društvu njenih sestara kraj ostrva Naksa i odmah se u nju zaljubio. Međutim, ona mu nije odmah odgovorila na ljubav, već je pobegla u dubine okeana. Tamo ju je našao delfin i nagovorio da se uda za boga mora. Iz zahvalnosti, Posejdon je delfina preneo među zvezde.
U tom braku rođeni su Triton i Roda. Međutim, Posejdon nije bio veran Amfitriti i ona se često svetila svojim suparnicama tako što bi ih preobrazila u neku životinju ili čudovište. Prema Tezeju je ipak bila milosrdna iako je i on bio Posejdonov vanbračni sin i poklonila mu svetleći venac.

## Umetnost
U likovnoj umetnosti najčešće je prikazivana uz Posejdona. Na helenističko-rimskim mozaicima prikazivani su na kolima okruženi morskim bićima. Na Fransoa-vazi prikazana je u grupi bogova, a na Pergamonskom žrtveniku u gigantomahiji. Na jednoj Eufronijevoj kupi koja datira iz 5. veka p. n. e. prikazana je sa Tezejem.